# محبوبة الهندية (مسرحية)
محبوبه الهندية، مسرحية أطفال هادفة كويتية. عُرِضت بعام 2013.

## الممثلين
- فهد البناي
- نورة العميري
- فهد باسم
- هنادي الكندري
- محمد صفر
- يوسف البلوشي
- طلال باسم
- حلا الترك
- حامد محمد
- الطفلة (ممثلة) مريم

1. ↑  مسرحية - محبوبة - 2013 طاقم العمل، فيديو، الإعلان، صور، النقد الفني، مواعيد العرض، اطلع عليه بتاريخ 2024-02-09